# Корю
Корю (яп. 古流, «старая школа» или «старый стиль») и кобудо (яп. 古武道, «древние боевые искусства») — японские термины, которые используются для обозначения боевых искусств Японии, созданных до Реставрации Мэйдзи (1868 год). Данные термины являются обратными понятию гэндай будо, которым обозначают современные боевые искусства (яп. 新武道, ромадзи: Shinbudō), созданные после Реставрации.

## Различия
В Японском языке понятия кобудо (яп. 古武道) и корю (яп. 古流) зачастую рассматриваются как синонимы (например Всеяпонской Федерацией Кэндо). В английском языке Международное общество гаплологии делает различие между этими терминами с учётом их происхождения и разницы в расстановке приоритетов в отношении боевых, нравственных, дисциплинарных и/или эстетических форм.

### Характеристика корю
Термин корю дословно переводится как «старая школа» (古, ko — старый; 流, ryū — школа) или «классическая школа». Корю является общим термином для японских школ боевых искусств, которые предшествуют Реставрации Мэйдзи (1868 год), причастной к значительным общественно-политическим изменениям и процессу модернизации Японии.
Систему корю следует рассматривать в следующем порядке приоритетов: 1) единоборство, 2) дисциплинированность, 3) нравственность.

### Характеристика кобудо
Термин Кобудо может быть переведен как 古 (старый, древний) 武 (боевое) 道 (путь, метод), то есть «древнее боевое искусство». Данный термин возник в первой половине семнадцатого века. Понятие кобудо знаменует начало периода Токугавы (1603—1868), иначе называемого Периодом Эдо, когда вся мощь была закреплена за кланом Токугавы.
Систему кобудо следует рассматривать в следующем порядке приоритетов: 1) нравственность, 2) дисциплинированность, 3) эстетические формы.

## Окинавские кобудо
Понятие кобудо может также применяться для обозначения Окинавских кобудо. В этом случае термин подразумевает совокупность всех боевых искусств Окинавы, которые, тем не менее, имеют множество различий и в большинстве своём не связаны между собой. Использование понятия кобудо не должно ограничиваться представлением исключительно Окинавских боевых систем, как это зачастую и происходит.